# 对称化
数学中，对称化是将n元任意函数转换为n元对称函数的过程。同样，反对称化将n元任意函数转换为反对称函数。

## 二元
令S为集合，A是加法阿贝尔群。映射{\displaystyle \alpha :S\times S\to A}，若满足以下条件，则称其为对称映射：
{\displaystyle \alpha (s,t)=\alpha (t,s)\quad \forall s,t\in S.}
若满足以下条件，则称其为反对称映射：
{\displaystyle \alpha (s,t)=-\alpha (t,s)\quad \forall s,t\in S.}
映射{\displaystyle \alpha :S\times S\to A}的对称化是映射{\displaystyle (x,y)\mapsto \alpha (x,y)+\alpha (y,x).}
相似地，映射{\displaystyle \alpha :S\times S\to A}的反对称化或斜对称化是映射{\displaystyle (x,y)\mapsto \alpha (x,y)-\alpha (y,x).}
映射{\displaystyle \alpha }的对称化与反对称化之和为{\displaystyle 2\alpha .}因此，若2是可逆元，例如对实数，可以除以2并将每个函数表为对称函数与反对称函数之和。
对称映射的对称化是它的两倍，交错映射的对称化是0；相似地，对称映射的反对称化是0，反对称映射的反对称化是它的两倍。

### 双线性形式
双线性映射的（反）对称化是双线性的，因此若2是可逆元，双线性形式是对称形式与斜对称形式之和，对称形式与二次型之间没有区别。
2时，并非所有形式都可分解为对称形式与斜对称形式。例如，整数上，相关的对称形式（有理数上）可能取半整数值，而在{\displaystyle \mathbb {Z} /2\mathbb {Z} }上，当且仅当函数是对称的（{\displaystyle 1=-1}），才是斜对称的。
这就引出了ε-二次型与ε-对称形式的概念。

### 表示论
用表示论的术语来说：
- 交换变量可得对称群在二元函数空间上的表示。
- 对称与反对称函数是对应于平凡表示与符号表示的子表示。
- 对称化与饭对称化将函数映射到子表示中。若除以2，就会产生射影映射。

由于2阶对称群等于2阶循环群（{\displaystyle \mathrm {S} _{2}=\mathrm {C} _{2}}），这相当于2阶离散傅立叶变换。

## n元
给定n元函数，可通过求所有变量的{\displaystyle n!}种排列所得值之和实现对称化，通过求所有变量的{\displaystyle n!/2}种偶排列所得值之和减去{\displaystyle n!/2}种奇排列所得值之和实现反对称化（{\displaystyle n\leq 1}时唯一的排列是偶的）。
当中，对称函数的对称化是原函数乘以{\displaystyle n!}。因此若{\displaystyle n!}可逆，如特征为0的域上时，或{\displaystyle p>n}，则这些函数除以{\displaystyle n!}会产生射影。
就表示论而言，这些只产生与平凡表示和符号表示相对应的子表示，但对于{\displaystyle n>2}还有其他表示。

## 自助法
给定k元函数，对变量的k元素子集求和，可得n元对称函数。统计学中，这被称作自助法，相关统计量称作U-统计量。